# Missa brevis núm. 2 (Mozart)

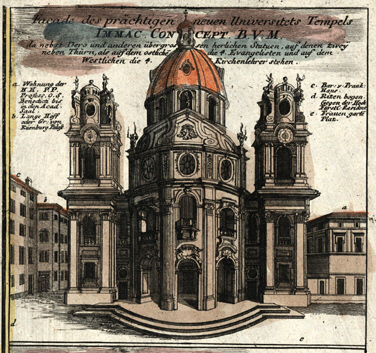
L'Església de la Universitat de Salzburg, circa 1712. La missa va ser composta per a una vigília de quaranta hores celebrada en aquest temple.

La Missa brevis núm. 2 en re menor, K. 65/61a, és una missa composta per Wolfgang Amadeus Mozart i completada el 14 de gener de 1769.
Actualment, es pensa que aquesta missa va ser interpretada a la Kollegienkirche de la Universitat de Salzburg com a inici d'una vigília de quaranta hores. Com a missa de Quaresma, és probable que el Gloria no fos interpretat en aquesta ocasió, per la qual cosa hauria estat compost per a un ús posterior de l'obra. Aquesta és la composició més breu de Mozart basada en l'ordinari de la missa, així com la seva única missa brevis escrit en una tonalitat menor.

## Estructura
L'obra consta de sis moviments, que segueixen el tradicional ordre de la missa:
1. Kyrie (Adagi, re menor, 4/4)
—Kyrie eleison... (Allegro, re menor, 3/4)
2. Gloria (Allegro moderato, re menor, 4/4)
3. Credo (Allegro moderato, re menor, 3/4)
—Et incarnatus est... (Adagi, re menor, 2/2)
—Et resurrexit... (Allegro moderato, re menor, 3/4)
—Et vitam venturi saeculi... (Più mosso, re menor, 2/2)
4. Sanctus (Adagi, re menor, 2/2)
—Pleni sunt coeli et terra... (Allegro, re menor, 4/4)
—Hosanna in excelsis... (Allegro, re menor, 3/4)
5. Benedictus (Errant, sol menor, 4/4; dueto soprano/contralto)
—Hosanna in excelsis... (Allegro, re menor, 3/4)
6. Agnus Dei (Errant, re menor, 4/4)
—Dona nobis pacem... (Vivace, re menor, 3/8)

## Instrumentació
És una missa brevis composta per a quartet de solistes vocals (soprano, contralto, tenor i baix), cor mixt a quatre veus i una orquestra integrada per violins I i II, tres trombons colla part i baix continu.